# Witoorsibia
De witoorsibia (Heterophasia auricularis) is een zangvogel uit de familie Leiothrichidae.

## Verspreiding en leefgebied
Deze soort is endemisch in Taiwan.

## Status
De grootte van de populatie is niet gekwantificeerd maar de soort wordt omschreven als algemeen. Op de Rode lijst van de IUCN heeft deze soort de status niet bedreigd.